# N・T・ラーマ・ラオ
ナンダムーリ・ターラカ・ラーマ・ラオ（Nandamuri Taraka Rama Rao、1923年5月28日 - 1996年1月18日）は、インドの俳優、映画プロデューサー、映画監督、編集技師。後半生は政治家として活動し、3期7年にわたりアーンドラ・プラデーシュ州首相を務めた。「NTR」の通称で知られ、インド映画史上最も偉大な俳優の一人に挙げられている。
1949年にL・V・プラサード監督作の『Mana Desam』で俳優デビューした。1950年代に入るとクリシュナ・ラーマ役の演技で知名度を上げ、「大衆のメシア（救世主）」として人気俳優の地位を確立した。後にNTRは敵役及びロビン・フッド的なヒーロー役でも知られるようになった。彼はテルグ語映画を中心に活動したが、わずかながらタミル語映画にも出演している。
1982年にテルグ・デサム党を設立して政治活動を始め、1983年から1995年にかけてアーンドラ・プラデーシュ州首相を務めた。NTRは在任中、かつて存在したマドラス州とアーンドラ・プラデーシュ州を差別化し、アーンドラ・プラデーシュ州の明確な文化的アイデンティティの確立を目指したことで知られた。また国家レベルの活動として、非インド国民会議を掲げる政党連合・国民戦線の指導者（1989年-1990年）を務めていた。

## 生涯

### 生い立ち
1923年5月28日、クリシュナ県グディバダにある小村ニマクルに生まれる。両親は農業を営むナンダムーリ・ラクシュマイアーとヴェンカータ・ラーマンマーだったが、父方の叔父と養子縁組している。NTRはニマクルの学校を経てヴィジャヤワーダの学校に進学し、1940年からは同地のSRR&CVR大学とグントゥールのアーンドラ＝クリスチャン大学で勉学に励んだ。1947年にマドラス州サービス委員会に就職してグントゥール県の登記補佐官を務めるが、俳優業に専念するため3週間後に退職した。この間、NTRはバリトンの声を出す訓練を行っている。

### 俳優
1949年公開の『Mana Desam』で端役の警官役で出演し、俳優デビューした。続く1950年にB・A・スッバ・ラオの『Palletoori Pilla』で主演デビューしている。1957年にはブロックバスターを記録した神話映画『幻想市場』で初めてクリシュナ役を演じており、これ以降『Sri Krishnarjuna Yuddhamu』『Karnan』『Daana Veera Soora Karna』など生涯17作品でクリシュナを演じた。クリシュナの他にラーマ役を演じたことでも知られており、代表作として『Lava Kusa』『Sri Ramanjaneya Yuddham』が挙げられている。さらに『ラーマーヤナ』のラーヴァナ（『Bhookailas』『Seetharama Kalyanam』）、ヴィシュヌ（『Sri Venkateswara Mahatyam』）、シヴァ（『Dakshayagnam』）や『マハーバーラタ』のビーシュマ、アルジュナ、カルナ、ドゥルヨーダナも演じている。
その後、NTRは神話の神・王子役から離れ、既存のシステムに立ち向かう貧しくも英雄的な若者役を演じるようになった。この役は庶民感情に訴えかけるものとなり、代表作として『Devudu Chesina Manushulu』『Adavi Ramudu』『Driver Ramudu』『Vetagadu』『Sardar Papa Rayudu』『Kondaveeti Simham』『Bobbili Puli』が挙げられる。1963年に出演した『Lava Kusa』は興行収入1000万ルピーを記録し、1984年公開の『Srimadvirat Veerabrahmendra Swami Charitra』では監督・製作・脚本・主演を務めた。最後の主演作となった『Srinatha Kavi Sarvabhowmudu』では、テルグ人詩人スリナータを演じた。
キャリアの後半では脚本も手掛けるようになり、NTRはそれまで脚本家の経験がなかったにもかかわらず、自身の主演作や他のプロデューサーの作品で脚本を手掛けている。またプロデューサーとしても活動し、マドラスのナショナル・アートシアターやハイデラバードのラーマクリシュナ・スタジオの作品を数多くプロデュースしている。彼は映画の製作・配給に関する金融システムの構築・実施に強い影響力を持っており、俳優業に対して献身的でキャラクターを完璧・現実的に描写するために新しい物事を学ぶようにしていた。1963年に出演した『Nartanasala』では、40歳で初めて役作りのためにヴェンパティ・チンナ・サティヤムからクチプディを学んでいる。

### 政治家

#### アーンドラ・プラデーシュ州首相就任

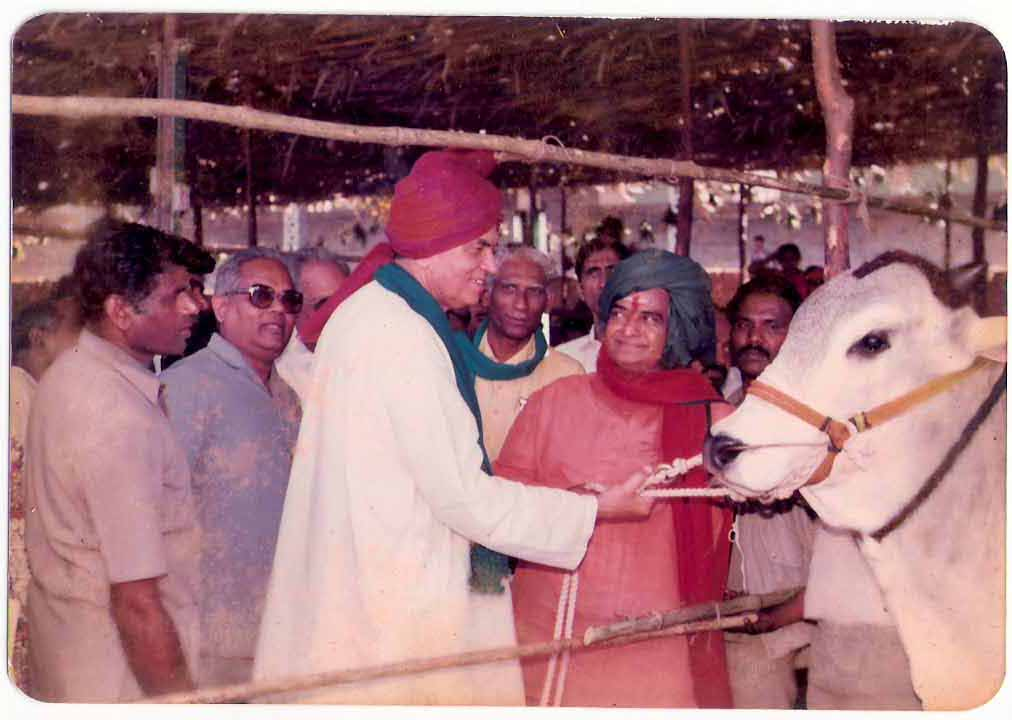
州首相時代のNTR（緑のターバンの人物）

1982年3月29日、NTRはハイデラバードでテルグ・デサム党を結成して政治活動を始めた。結党の理由は、1956年の成立以来アーンドラ・プラデーシュ州の与党を務めるインド国民会議の腐敗から同州を解放するという「歴史的必要性」に基づいたものだとされている。同党はサンジャヤ・ヴィチャラ・マンチ党と共闘して知名度があり、腐敗とは縁のない知識層の候補者を擁立した。NTRはグディバダ・ティルパティの2選挙区から出馬し、インドの政治家で初めてヤタ・ヤットラをキャンペーンに利用するなど革新的な選挙運動を展開した。彼は「チャイタニヤ・ラザム」と名付けたシボレー・バンに乗り込み、息子ナンダムーリ・ハリクリシュナと共に同州全域を遊説し、その走行距離は7万5,000キロメートル以上を記録している。彼はバンを黄色い党旗で飾り、車上に座って各地を巡り「Telugu Vari Atma Gauravam（テルグ人の尊厳）」をスローガンに掲げて政府と民衆の緊密な関係の構築を主張して選挙戦に挑んだ。
選挙戦の結果、テルグ・デサム党はサンジャヤ・ヴィチャラ・マンチ党と合わせて202/294議席を獲得してアーンドラ・プラデーシュ州議会与党となり、NTRも出馬した2選挙区で勝利した。1983年1月9日、NTRは州議会で第11代アーンドラ・プラデーシュ州首相（インド国民会議議員以外で初となる州首相）に就任し、閣僚10名と閣外大臣5名で構成する内閣を発足させた。

#### インド国民会議との政争

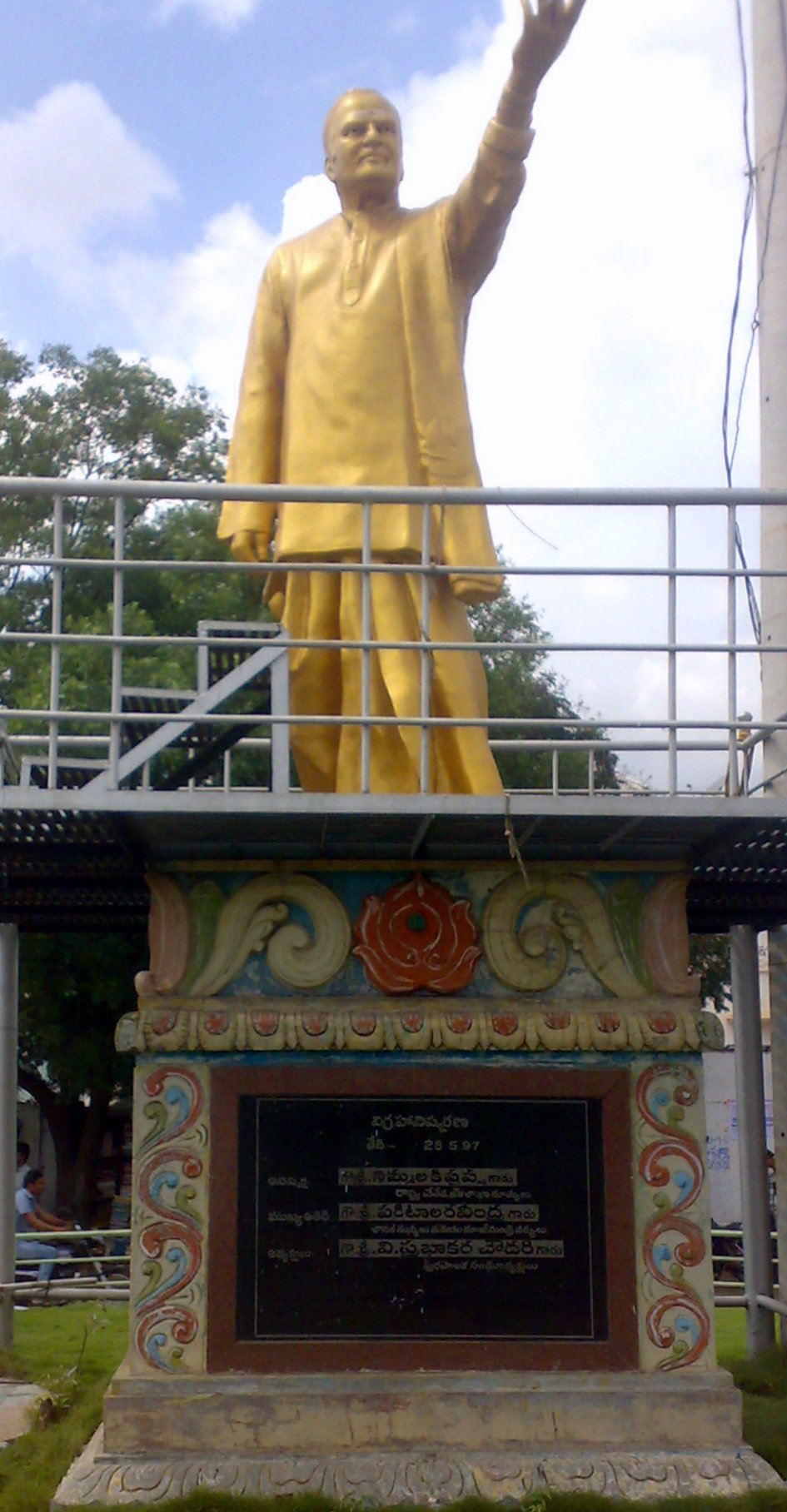
アナンタプルにあるNTR像

1984年8月15日、アーンドラ・プラデーシュ州知事タークル・ラーム・ラーイ（インド国民会議所属）は開心術を受けるためアメリカ合衆国に滞在していたNTRを州首相から解任し、州財務大臣でNTRの政治アドバイザー的立場にあったN・バーシュカラ・ラオ（テルグ・デサム党創設メンバー、元インド国民会議党員）を後任の州首相に任命した。
手術を終えたNTRは帰国後、ラーム・ラーイの決定に対抗するためテルグ・デサム党議員全員を引き連れて州知事官邸に乗り込み、自身の勢力が健在であることを誇示した。ラーム・ラーイが解任の撤回を拒否したため、NTRは法秩序を無視するインド国民会議の横暴に抗議するように訴え、同調したジャナタ党、インド人民党、左翼戦線、ドラーヴィダ進歩党など17政党が「民主主義救出運動」と称した抗議運動を各地で展開した。国民やメディアを巻き込んだ抗議運動は1か月間続き、インド共和国首相インディラ・ガンディーは不本意ながらラーム・ラーイを解任し、NTRを復職させるためシャンカルダヤール・シャルマーを後任の州知事に任命した。これにより、NTRは9月16日に州首相に復職した。
NTRが州首相に復職した1か月後、インディラ・ガンディー暗殺事件が発生し、彼女の息子ラジーヴ・ガンディーが後任の首相に就任した。ラジーヴ率いるインド国民会議は同年に実施された下院総選挙で同情票を集めて大勝するが、アーンドラ・プラデーシュ州だけはNTR率いるテルグ・デサム党が勝利し、同党はインド下院で野党第一党の地位を獲得した。
総選挙後、NTRは州議会の解散を宣言し、新たな議会議員を選出するように州民に訴えた。1985年に実施された選挙はテルグ・デサム党が勝利し、NTR自身もヒンドゥプール、ナルゴンダ、グディバダの3選挙区で勝利を収めた。一方、元州首相でインド国民会議の重鎮だったコシュ・ブラフマーナンダ・レッディとコトラ・ヴィジャヤ・バーシュカラ・レッディはテルグ・デサム党に敗れ落選している。選挙に勝利したNTRは第2次内閣を発足させたが、1989年12月の選挙ではテルグ・デサム党の長期政権化を危惧する世論が味方したインド国民会議に敗れ、NTRは州首相を辞任した。選挙区ではカルワカルティで敗れたものの、ヒンドゥプールで勝利して議席を死守した。

#### 国政での活動
1989年の時点でNTRは政治家としての地位を確立し、非インド国民会議を掲げる政党連合・国民戦線の結成に加わった。国民戦線にはテルグ・デサム党の他にジャナタ・ダル、ドラーヴィダ進歩党、アソム人民会議、インド国民会議社会主義派が参加している。国民戦線はインド人民党と左翼戦線の支援を受けて活動し、インド共和国首相に就任したヴィシュワナート・プラタープ・シンの下で1989年から1990年にかけて国政与党となり、NTRは同時期に国民戦線の指導者を務めた。

#### 失脚
1994年12月に実施された州議会選挙でテルグ・デサム党は左翼戦線と手を組み勝利し、NTRは州首相として再登板した。テルグ・デサム党と左翼戦線は269/294議席を獲得し、そのうちテルグ・デサム党は226議席を獲得した。一方のインド国民会議は26議席まで議席を減らしている。NTRはヒンドゥプール選挙区で勝利して議席を獲得しており、同時にテッカリ選挙区でも勝利している。しかし、1995年に娘婿のチャンドラバブ・ナイドゥが「NTRの妻ラクシュミー・パールヴァティーが夫を利用して政治に干渉している」ことを理由に党内クーデターを起こし、NTRは州首相の座を追われてナイドゥが後任の州首相に就任した。

### 死去
1996年1月18日、NTRはハイデラバードの自宅で心臓発作を起こして死去した。遺体は火葬された後、2004年にパールヴァティーによってシュリーランガパトナに遺骨が埋葬された。

## 評価

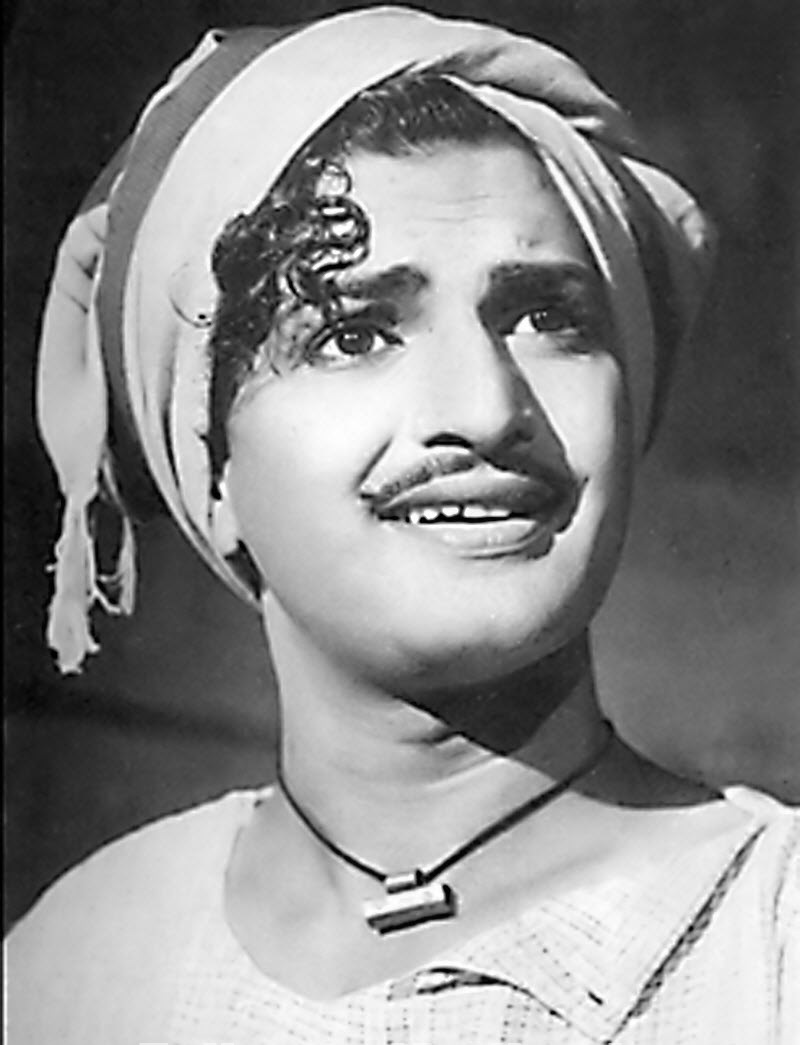
俳優時代のNTR

NTRが生涯で出演した映画は300本を超え、テルグ語映画史上最も著名な俳優の一人に挙げられている。彼はインド神話の神役で広く知られ、インド映画における主要なメソッド俳優の一人に挙げられており、メディアから「Viswa Vikhyatha Nata Sarvabhouma」と呼ばれていた。2013年には、インド映画100周年を記念してCNNニュース18が行った投票で「史上最高のインド俳優」に選ばれている。
製作・監督・主演を務めた『Todu Dongalu』『Seetharama Kalyanam』『Varakatnam』で国家映画賞 テルグ語長編映画賞を受賞している。主演作『Raju Peda』『Lava Kusa』では演技を評価されてラシュトラパティ賞を授与されており、1970年公開の『Kodalu Diddina Kapuram』でナンディ賞 主演男優賞、1972年公開の『Badi Panthulu』ではフィルムフェア賞 テルグ語映画部門主演男優賞を受賞している。1968年にはインド映画への貢献を認められ、インド政府からパドマ・シュリー勲章を授与された。
1951年の主演作『Pathala Bhairavi』は第1回インド国際映画祭、『Malliswari』はアジア太平洋映画祭、『幻想市場』『Nartanasala』はジャカルタのアフロ・アジア映画祭でそれぞれ上映されており、これら4作品は全てCNN-IBNの「史上最高のインド映画100選」に選ばれている。『Ummadi Kutumbam』はインド映画連盟によって、1968年のモスクワ国際映画祭へのエントリー作品としてノミネートされた。

## 家族
1943年5月、NTRは母方の叔父の娘バサヴァ・ラーマ・ターラカンと結婚し、8男4女をもうけた。
長男ナンダムーリ・ラーマクリシュナ・シニアは1962年に死去し、NTRはナチャラムに息子の名前を冠したラーマクリシュナ・スタジオを設立した。4男ナンダムーリ・ハリクリシュナは俳優として活動した後、テルグ・デサム党員としてアーンドラ・プラデーシュ州陸運大臣、インド上院議員として活動したが、2018年8月29日に交通事故で急死した。ハリクリシュナの息子でNTRの孫にあたるナンダムーリ・カリヤーン・ラームとN・T・ラーマ・ラオ・ジュニアも俳優としてテルグ語映画で活動している。6男ナンダムーリ・バーラクリシュナも1980年代を代表する俳優の一人として活動し、2014年にテルグ・デサム党員としてアーンドラ・プラデーシュ州議会議員に当選した。7男ナンダムーリ・ラーマクリシュナ・ジュニアは映画プロデューサーとして活動しており、3男ナンダムーリ・サーイクリシュナは劇場経営者を務めていたが2004年に糖尿病慢性期合併症で死去している。ナンダムーリ・ジャヤシャンカル・クリシュナとナンダムーリ・モーハナ・クリシュナは撮影監督として活動しており、モーハナ・クリシュナの息子でNTRの孫にあたるターラカ・ラトナは俳優として活動していたが、2023年に急死している。次女ダッグバーティ・プランデシュワーリーはインド下院議員を務め、インド政府の繊維大臣・商工大臣・人材育成大臣を歴任した。彼女はインド国民会議に所属していたが、2014年にインド人民党に入党している。
バサヴァは1985年に癌で死去しており、NTRは1986年に彼女の名前を冠したバサヴァ・タラーカン・インド＝アメリカン癌病院をハイデラバードに設立した。1993年に作家のラクシュミー・パールヴァティーと再婚した。彼女は2004年に全2巻のNTRの伝記を出版している。

## NTRの名前を冠した事物

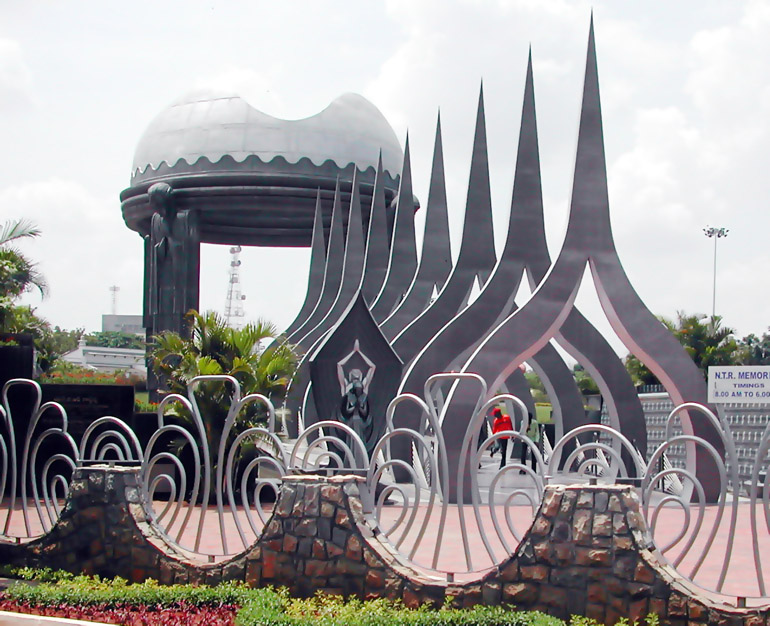
NTR庭園

- NTRナショナル・アワード - NTRの功績を称えて創設された国家賞。ナンディ賞の最高賞であり、インド映画に多大な貢献を果たした映画関係者を表彰するためにアーンドラ・プラデーシュ州政府（英語版）が1996年に創設した[59]。
- NTR国家文学賞 - インド文学に多大な貢献を果たした文学者を表彰するためにNTRヴィグナン・トラストが創設した。
- Dr.NTR健康科学大学（英語版） - 1986年に州首相だったNTRによってヴィジャヤワーダに設立され、11月1日に開校した[60]。開校当時の名称は「アーンドラ・プラデーシュ州健康科学大学」だったが、NTRの死後に彼の名前を冠した名称に変更することが決定し、1998年2月2日に変更された[61]。
- NTR庭園（英語版） - ハイデラバードの中心部にある都市公園。1999年以降に段階的に建設された。
- 『N.T.R: Kathanayakudu』『N.T.R: Mahanayakudu』 - NTRの生涯を描いた伝記映画で、両作とも息子のバーラクリシュナがNTRを演じている[62]。この他に彼を描いた伝記映画として『Lakshmi's NTR』がある[63]。